# Waverley, New South Wales
Waverley este o suburbie în Sydney, Australia.